# Abattoirs d'Anderlecht
Pour les articles homonymes, voir Anderlecht (homonymie).
Les Abattoirs d’Anderlecht ou de Cureghem (en néerlandais : Het Slachthuis van Anderlecht) sont situés dans la Région bruxelloise. Toujours en activité, ils constituent un exemple remarquable de l’architecture industrielle du XIXe siècle. Ils sont situés au no 24 de la rue Ropsy Chaudron sur la commune d'Anderlecht.
Les abattoirs hébergent depuis leur création de nombreuses activités autour de la viande, de la mise à mort des animaux jusqu'à la vente de viande. Depuis les années 1980, le site diversifie ses activités commerciales en étant occupé par ses activités d'abattage, de découpe et de vente, mais aussi par des marchés généraliste et alimentaires, un espace horeca, une ferme hydroponique, et un site évènementiel.  
En 2028 au plus tard, le site devrait toutefois voir l'arrêt complet de l'activité d'abattage.  

## Histoire
Les premiers abattoirs de Bruxelles sont implantés à côté de la porte de Ninove, près de la porte d'Anderlecht, alors à l'extérieur de la ville. Conçus dans un style néoclassique par les architectes Antoine Payen puis P. Schmit, ils sont inaugurés en 1842. Cependant, le site des abattoirs cumule les inconvénients au fil du temps, en particulier en étant implanté dans un quartier en pleine urbanisation et éloigné des voies de chemin de fer, obligeant le bétail à circuler dans les rues pour rejoindre l'abattoir. L'installation est également trop petite et souffre de problèmes financiers.

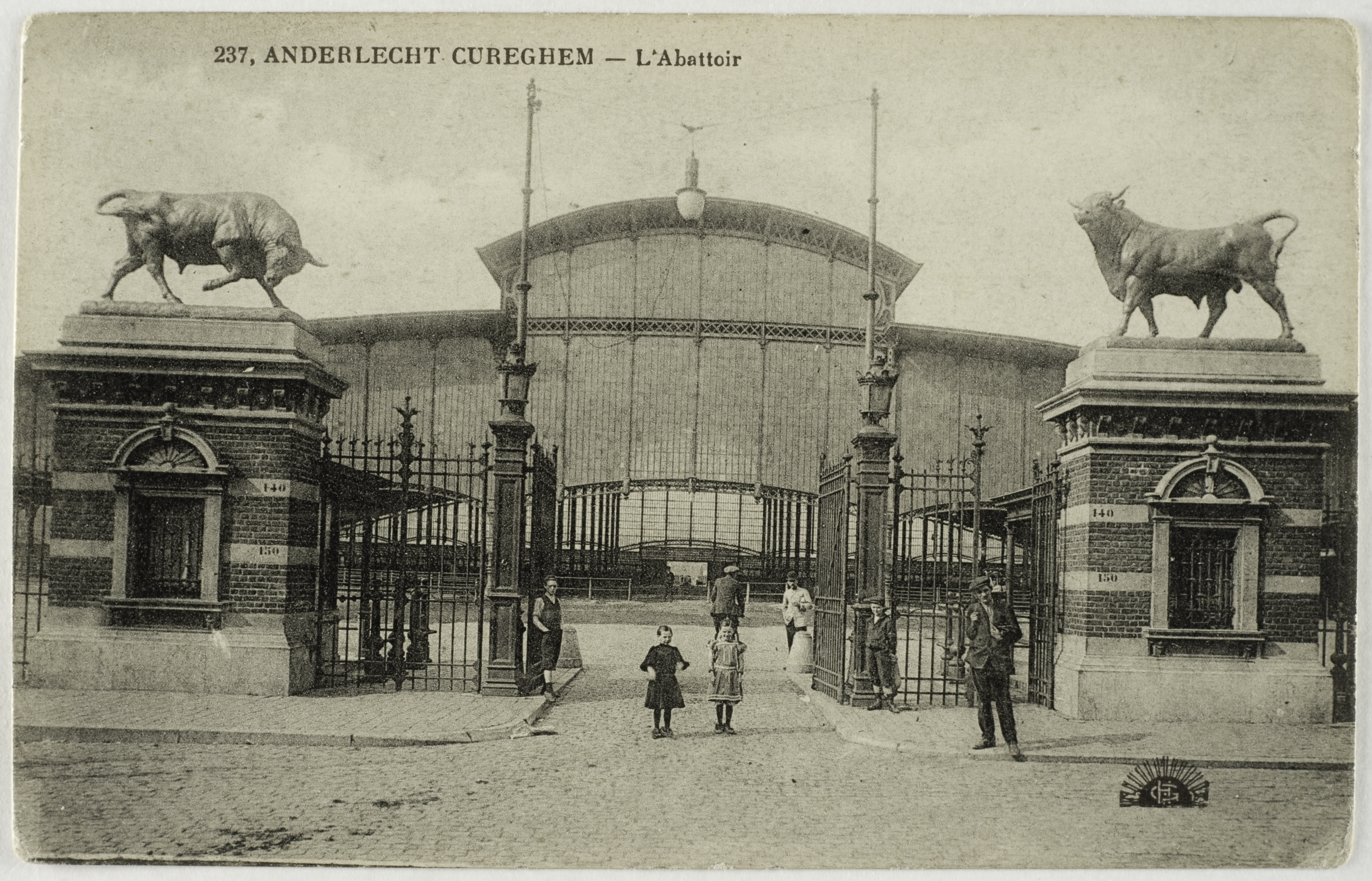
Entrée principale des Abattoirs d'Anderlecht, rue Ropsy Chaudron, vers 1900.

La décision est prise de remplacer ces abattoirs communaux par une nouvelle structure. Un projet d'abattoir intercommunal est tout d'abord envisagé puis abandonné, avant d'être remplacé par la création d'un complexe d'abattage financé par la ville de Bruxelles, sur la commune d'Anderlecht, dans le hameau de Cureghem. La concession des nouveaux abattoirs se situe ainsi à Cureghem, sur une vingtaine d'hectares de terrains marécageux, mais proche de la nouvelle gare de l'Ouest. Cet emplacement présente l’avantage d’être longé par le canal Bruxelles-Charleroi et de pouvoir être relié au chemin de fer.
Une concession de 50 ans est accordée à la société Charlet et Pierret le 31 décembre 1887. Elle devient en 1888 la société anonyme des Abattoirs et Marchés publics d’Anderlecht-Cureghem,.
Le complexe des abattoirs, conçu par l’architecte Émile Tirou, est inauguré en 1890, alors même qu'il est encore inachevé. Le site qui s'étend sur vingt hectares et comprend un lieu de vente de bétail, d'abattage, mais aussi une halle abritant un marché couvert, tout en étant desservi par le chemin de fer. Le marché couvert aux bestiaux s'étend sur une surface d'un hectare. L'avenue Clemenceau (alors rue d'Allemagne) est prolongée jusqu'à l'entrée principale des abattoirs, ainsi que la rue Heyvaert. Trois nouvelles rues sont également créées. Les travaux de remblais sous l'étendue de la halle couverte donnent naissance à des caves, qui sont exploitées comme champignonnières dans les années 1950, puis comme site évènementiel.
Un arrêté royal de 1920 transfère l'exploitation du site à la Régie de l'Abattoir et Marchés de la commune. En 1922, la gestion de l’abattoir est reprise par la commune d’Anderlecht. La gestion des abattoirs passe sous contrôle allemand pendant la Seconde Guerre mondiale.
L'accès ferroviaire à l'abattoir est supprimé en 1953, à la suite des dommages subis par le pont au dessus du canal pendant la seconde guerre mondiale,. Il est envisagé en 1955 de remplacer le site des abattoirs par des logements sociaux, cependant, les profits générés par les abattoirs sont trop importants et le projet ne voit jamais le jour. En 1970, la vétusté des infrastructures causent la perte des licences d'exportation. Les abattoirs deviennent déficitaires et la commune cesse leur exploitation en 1983. Déclarée en faillite par la commune d'Anderlecht, l'activité est récupérée en 1987 par une société anonyme de 150 négociants et abatteurs,. 
Le site est alors rénové : l'abattoir est reconstruit avec la migration de certaines étapes de l'abattage en intérieur, les infrastructures sont modernisées et les licences d'exportation perdues en 1970 sont récupérées,.
La grande halle est classée en 1988.
L'activité de marché aux bestiaux s'arrête en 2008, pour des questions financières et d'image.
La SA Abattoirs et Marchés d'Anderlecht-Cureghem devient en 2012 la Abattoir SA. En 2015, l'ancien marché aux viandes ferme. Il est remplacé par Foodmet, une nouvelle halle couverte de 12000 m², qui contient 45 commerces, dont un marché aux viandes de 17 boucheries, des maraîchers et des épiciers,,,. Une ferme travaillant en aquaponie s'installe sur les toits de FoodMet en 2018, avec un bail de 36 ans,.
Un projet de logements incluant des habitations sociales et des kots et des commerces est envisagé pour 2019. Un projet nommé Manufakture Abattoir prévoit de remplacer en 2020 les lignes de mise à mort existantes par un site d'abattage plus compact, n'occupant plus que 5 % de la surface du complexe au lieu des 20 % jusqu'alors. Le même bâtiment rassemblerait également des entreprises du secteur alimentaire dans une optique d'économie circulaire, des ateliers de transformation alimentaire et une piscine à ciel ouvert. L'arrêt des lignes d'abattage est annoncée en 2023 par SA Abattoir, et prévue pour 2028 au plus tard.

## Architecture

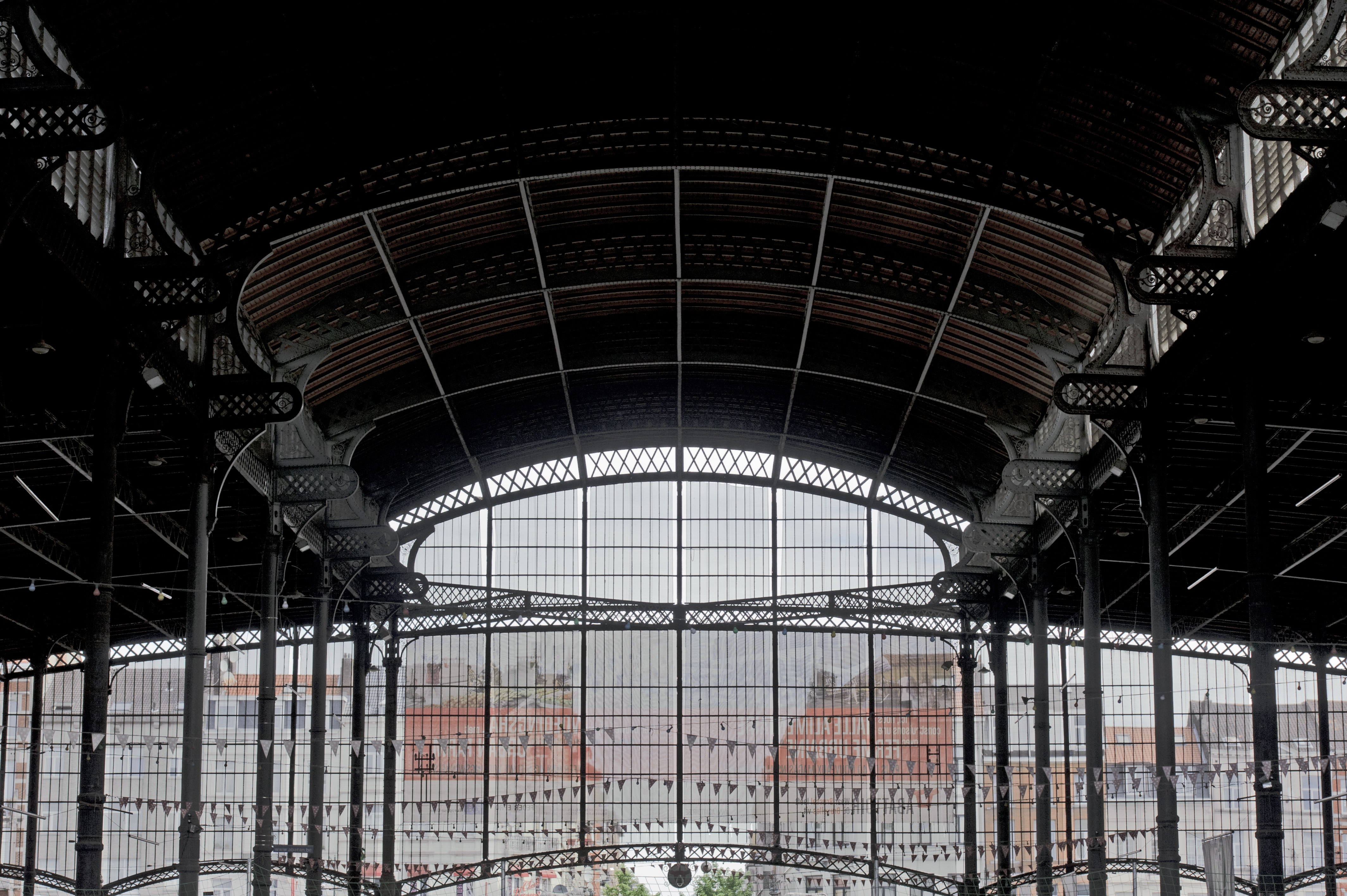
Vue intérieure.

Le complexe des abattoirs est conçu par l’architecte Émile Tirou et s'inspire de la Grande halle de la Villette à Paris ainsi que de l'abattoir de Liepzig pour les échaudoirs (lieu d'abattage). La construction de cet ensemble, attribuée à l'entreprise « G. Poulet & Cie. » a nécessité l'emploi de 218 tonnes de fonte et de 640 tonnes d'acier.
La grande halle métallique abrite le marché au bestiaux, et couvre une superficie d'un hectare. La charpente de la toiture est soutenue par une centaine de colonnes de fonte. Ce bâtiment est classé le 8 août 1988, en même temps que les deux pavillons d'entrée du complexe.
L’entrée principale est ornée de deux taureaux de fonte bronzée, signés du sculpteur Isidore Bonheur (fonderie du Val d'Osne), copie de ceux des anciens abattoirs de Vaugirard, parc Georges-Brassens.

## Activités
Différents bâtiments complètent l’ensemble qui sera inauguré en 1890. La présence de l’abattoir dynamise le quartier en favorisant la création de nombreuses activités, tanneries et entreprises agro-alimentaires.
Le site est géré par la société anonyme Abattoir, qui loue ses installations,. En 2014, l'abattoir occupe 20 % de la surface du site. Les deux lignes d'abattage sont louées par deux sociétés, pour un total d'environ 230 000 porcs et bovins abattus par an. L'abattage rituel y est majoritaire (80%) en raison de la forte demande dans la région de Bruxelles et de son interdiction dans les régions voisines,. D'autres activités sont présentes sur le site des abattoirs : ateliers de découpe de viande, marché de plein air, une halle alimentaire et des activités de détente. Un marché généraliste a lieu aux abattoirs en fin de semaine ; il rassemble 650 commerçants et plus de 100 000 visiteurs,. 
La halle FoodMet, contient une quarantaine de commerce alimentaires (boucheries, poissonneries, épiceries, maraîchers). 
Une ferme urbaine de 4 000 m², Ferme Abattoir, est installée sur les toits de Foodmet depuis 2018. Elle produit légumes et poissons. 
L’abattoir emploie 1 500 personnes (chiffre 2006). En plus de ses activités, la halle sert de marché couvert de produits alimentaires et de brocante. Les Caves de Cureghem, rénovées en 1992, accueillent différents événements (salons, expositions, séminaires…).

## Culture
Dans Dikkenek (2006), film réalisé par Olivier Van Hoofstadt, François Damiens joue le rôle de Claudy Focan, « Directeur général and Sales Marketing Manager » des abattoirs d'Anderlecht.